# Sekundærrute 159
Sekundærrute 159 er en rutenummereret landevej på Bornholm.

## Geografisk placering
Ruten går fra Rønne over Hasle til Allinge.

### Længde
Rute 159 har en længde på ca. 24 km.